# Mousse (rivière)
Pour les articles homonymes, voir Mousse.
Le Mousse est une rivière du sud de la France dans le département de l'Aveyron et un sous-affluent de la Garonne par le Rance et le Tarn.

## Géographie
Il prend sa source dans le Massif central dans le département de l'Aveyron près de Montclar et se jette dans le Rance en aval de Plaisance.

## Principaux affluents
- Le ruisseau de Bertèt

## Départements et villes traversées
- Aveyron : Coupiac, La Bastide-Solages